# Beata Jönsdotter
Beata Jönsdotter (finska:Beata Jönsintytär), död 1675, var en finländsk postmästare. Hon fick myndigheternas tillstånd att överta ämbetet som kunglig postmästare i Borgå efter sin make.